# Papilio antonio
Papilio antonio ist ein Schmetterling aus der Familie der Ritterfalter (Papilionidae). Sein Verbreitungsgebiet befindet sich ausschließlich auf den Philippinen.

## Merkmale
Die Falter erreichen eine Flügelspannweite von 90 bis 110 Millimetern. Die Vorderflügel sind dunkelbraun bis schwarz. Im unteren Fünftel der Postdiskalregion befindet sich ein gelber, dreieckförmiger Bereich, der Richtung Innenrand stetig breiter wird und sich auf den Hinterflügel fortsetzt. Die Hinterflügel sind ebenfalls dunkelbraun bis schwarz und mit zahllosen gelben Schuppen bestäubt. Der gelbe Bereich wird bis zur Mitte der Postdiskalregion weitergeführt und bildet im Gesamten ein Dreieck, welches jedoch von der Submarginalregion aus ein wenig eingeschnitten wird. Der Außenrand der Hinterflügel ist gewellt und hat einen Schwanzfortsatz. Im Analwinkel befindet sich ein gelber, angedeuteter Augenfleck.
Die Unterseite der Vorderflügel ähnelt stark der Oberseite. Über dem gelben Bereich befindet sich in der Postdiskalregion ein gelber Punkt. Des Weiteren sind alle Adern auf der dunkelbraunen Unterseite gelb hervorgehoben. Die Unterseite der Hinterflügel ähnelt auch stark der Oberseite. Auch hier sind alle Adern gelb hervorgehoben und die Basalregion ist mit zahllosen gelben Schuppen bestäubt. In der Submarginalregion befindet sich in der Nähe des Außenrandes eine Reihe gelber und weißer unförmiger Flecken, die beinahe zu einer Binde verschmelzen.
Es gibt im Flügelmuster keine Geschlechtsunterschiede, beide haben die gleichen Flügelzeichnungen und denselben Körper, dessen Oberseite schwarz und dessen Unterseite dunkelbraun ist.

### Ähnliche Arten
- Papilio noblei

### Unterarten
- Papilio antonio negrosiana (Schröder & Treadaway, 1991)

## Gefährdung
Die Art gilt nicht als bedroht ist aber nicht sehr häufig in ihrem Verbreitungsgebiet anzutreffen.